# Shinpei Kusano
Shinpei Kusano (草野 心平) né le 12 mai 1903 à Kamiogawa, à présent Iwaki, dans la préfecture de Fukushima, et mort le 12 novembre 1988, est un poète japonais.
Kusano voyage en Chine pour la première fois en 1921. En 1928, il publie son premier recueil de poèmes. De 1940 jusqu'en 1943, il est conseiller auprès du gouvernement de la république de Chine de Wang Jingwei. À cette époque il écrit des poèmes patriotiques sur le mont Fuji dans lesquels il combine les thèmes mythologiques avec la pensée pan-asiatique. En 1983, il est désigné personne de mérite culturel (bunka kōrōsha).

## Source de la traduction
- (de) Cet article est partiellement ou en totalité issu de l’article de Wikipédia en allemand intitulé « Kusano Shinpei » (voir la liste des auteurs).